# Basilique Notre-Dame-du-Mont de Bandra
La basilique Notre-Dame-du-Mont (en anglais : Mount Mary’s Church) est un édifice religieux catholique sis à Bandra, face à la mer, dans les faubourgs nord de la ville de Bombay, en Inde. De style néo-byzantin, l’église actuelle fut construite au début du XXe siècle et abrite une statue de Notre-Dame apportée du Portugal par les jésuites il y a quatre siècles. Centre très fréquenté de pèlerinage marial elle fut érigée en basilique mineure en 1954.

## Histoire
Au XVIe siècle, Bandra était un village de pêcheurs Koli. Aujourd’hui c’est un faubourg animé de la ville de Bombay (Mumbai), la grande métropole commerciale de l’Inde. Au XVIe siècle des missionnaires jésuites du Portugal, venant sans doute de Bassein, y apportent une statue en bois de Notre-Dame pour laquelle un modeste oratoire est érigé. Elle attire immédiatement des pèlerins. 

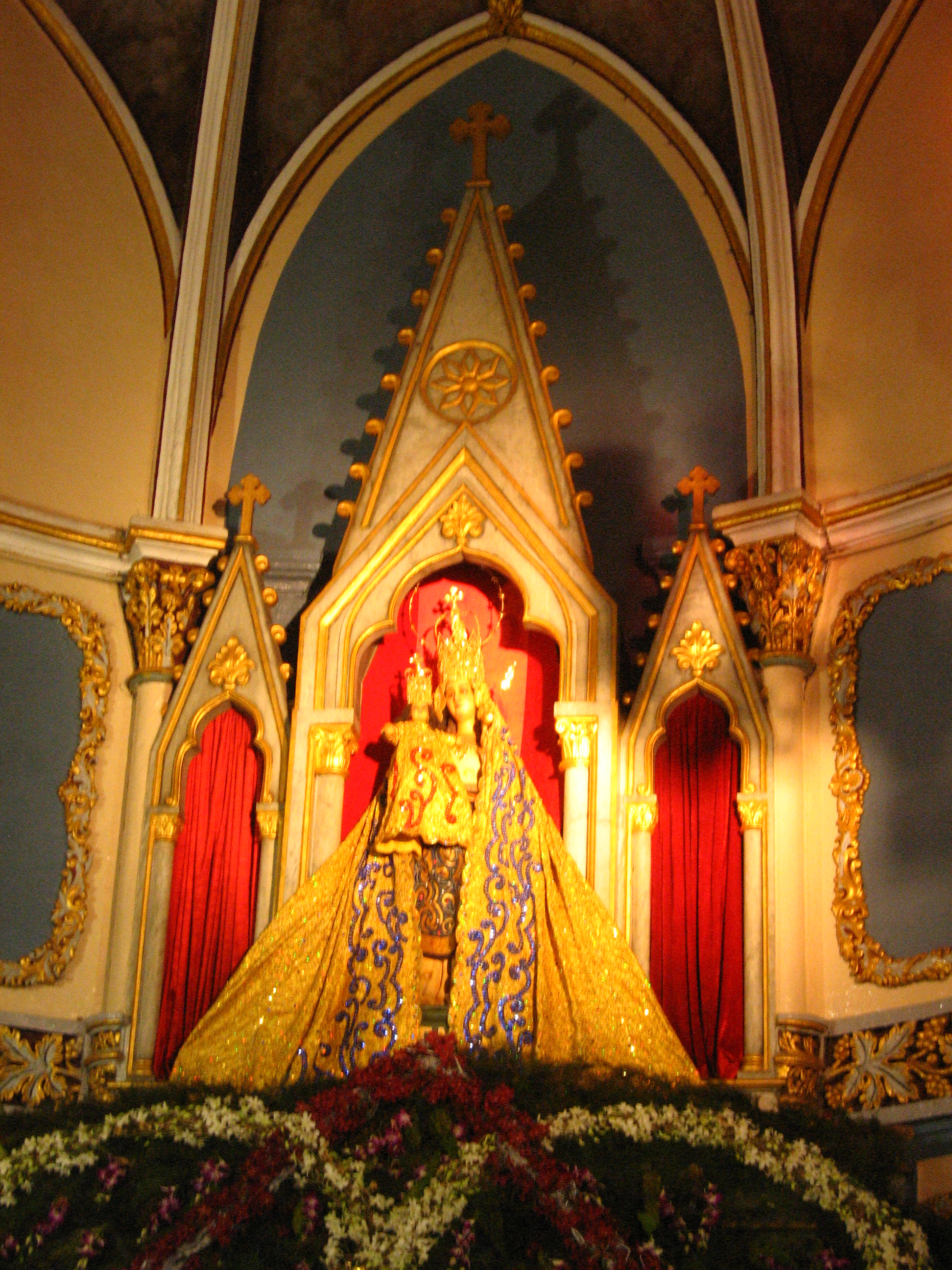
La statue de Notre-Dame.

En 1640, l’oratoire est agrandi et devient une chapelle qui dépend de la paroisse Saint-André.  
À la fin du XVIIe siècle, des pirates arabes détruisent la chapelle et, cherchant de l’or et autre matériau précieux, défigurent la statue. La statue est alors remplacée par une autre, venant de la paroisse Saint-André. Le dernier jésuite desservant le sanctuaire (étant vicaire à Saint-André), quitte en 1739.
L’église est détruite lors d’une incursion des Marathes en 1738. En 1761 l’édifice religieux est reconstruit pour la troisième fois. L’ancienne statue de bois, réparée et avec l’addition de l’Enfant-Jésus y retrouve sa place d’honneur. 
En 1848, une route est construite donnant accès plus facile au sanctuaire, qui, une dizaine d’années plus tard est rénové (1869). Malgré sa dimension et son importance l’église n’est pas paroissiale. Le prêtre qui la dessert, généralement un vicaire de la paroisse voisine de Saint-André, a le titre de chapelain.
À la fin du XIXe siècle, l’ouverture de la voie de chemin de fer longeant la côte occidentale de l’Inde, avec gare à Bandra, facilite les pèlerinages : le nombre de pèlerins augmente.  
En 1902, un nouvel édifice (le quatrième) de style néo-byzantin est mis en chantier, dont l’architecte est S. N. Chandabhoy. Malgré une épidémie locale de peste le projet va de l’avant et l’église est bientôt ouvert au public en 1904. Érigé sur un promontoire rocheux à quelque 40 mètres au dessus du niveau de la mer d’Arabie toute proche, il est visible de très loin. L’ancienne statue de Notre-Dame, entièrement restaurée se trouve au dessus de l’autel principal au fond du sanctuaire.  
En 1943, Mgr Thomas Roberts, archevêque de Bombay donne au sanctuaire un statut indépendant et nomme son premier « recteur » : Mgr Dominic de Sa.
À l’occasion de l’année mariale, en 1954, un sanctuaire à Notre-Dame de Fátima est érigé en face, à l’extérieur, de la basilique. Pour la première fois la statue de Notre-Dame « visite » les paroisses de Bombay, des faubourgs et de Bassein (Vasai). À son retour le 5 décembre, elle est couronnée par le cardinal Gracias. La même année, 1954, le sanctuaire est érigé en basilique mineure par le pape Pie XII. Son importance comme centre de pèlerinages mariaux est reconnue.
À Bombay pour le Congrès eucharistique mondial de 1964, Paul VI visita la basilique. Vingt-deux ans plus tard, en 1986, Jean-Paul II fit de même lors de sa visite pastorale.

## Pèlerinages
Les pêcheurs Koli, aussi bien les Hindous que les Chrétiens, fréquentent le sanctuaire depuis son origine. 
La fête principale du sanctuaire marial est celle de la Nativité de Notre-Dame, le 8 septembre, mais généralement célébrée le premier dimanche qui suit cette date. C’est l’occasion d’une grande Bandra fair qui dure une semaine qui anime tout le quartier. C’est la saison des plus grands rassemblements de pèlerinages, individuels ou en groupes. Ils sont plusieurs milliers, Chrétiens et autres, à visiter la basilique, où se succèdent les cérémonies religieuses, sollicitant de Notre-Dame une faveur ou l’autre, car la statue a la réputation d’avoir des propriétés miraculeuses.